# Parque Ecológico
Parque Ecológico är ett naturreservat i Brasilien.   Det ligger i delstaten São Paulo, i den sydöstra delen av landet, 900 km söder om huvudstaden Brasília.
Runt Parque Ecológico är det i huvudsak tätbebyggt. Runt Parque Ecológico är det mycket tätbefolkat, med 8 045 invånare per kvadratkilometer.